# Franjo Iveković
Franjo Iveković (Klanjec, 1834. szeptember 10. – Zágráb, 1914. március 2.), horvát katolikus pap, nyelvész, filológus, egyházi író, akadémikus, egyetemi tanár, a Zágrábi Egyetem rektora.

## Élete
A zágrábi Klasszikus Gimnáziumba járt, ahol 1855-ben végzett. Teológiát Zágrábban és Pesten tanult, ahol jól megtanult magyarul. 1860-ban pappá szentelték és káplánként Kloštarba, majd 1861-ben Kamarcsára helyezték. Ezután Bécsben folytatta tanulmányait, ahol 1866-ban teológiából doktorált. Tanulmányai befejeztével visszatért Zágrábba, ahol a Szent Márk-templomban szolgált káplánként. Később a Varasdi Gimnáziumban tanított, majd a zágrábi érseki líceum professzora lett. A Zágrábi Egyetem 1874-ben történt megalapítása után a bibliai tudományok és a héber nyelv professzora, valamint a szír és káldeus nyelvek adjunktusa lett a Hittudományi Karon. Két alkalommal volt a Hittudományi Kar dékánja, 1879-80-ban az egyetem rektora is volt. 1886-ban székesegyházi kanonokká nevezték ki. A Szent Jeromos Társaság egyik alapítója volt. 1872 és 1879 között könyvtáros volt a Fővárosi Könyvtárban. 1901-ben a Jugoszláv Tudományos és Művészeti Akadémia (JAZU) tiszteletbeli tagjává választották.

## Munkássága
Nyelvészeti munkássága mellett egyházi íróként is tevékenykedett, népszerű volt 1873-tól megjelent „Životi svetaca i svetica božjih” (A szentek élete és Isten szentjei) című 12 kötetes műve. Egyházi használatra írt nyelvészeti munkája a „Čitanja i evanđelja” (Az olvasás és az evangéliumok) című lexikonja, amely 1876-os megjelenése után nyelvi és szakmai kritikát is kapott. 1879-től jelentek meg „Biblijska povijest starozavjetne objave Božje za srednja učilišta” (Az isten kinyilatkoztatás ószövetségi bibliai története a középiskolák számára) és a „Biblijska povijest novozavjetne objave Božje za srednja učilišta” (Az isteni kinyilatkoztatás újszövetségi bibliai története a középiskolák számára) című középiskolai tankönyvei.
Két terjedelmes kötetben fejezte be 1894 és 1901 között az unokaöccse, Ivan Broz nyelvész által elkezdett, de 1893-as halála miatt be nem fejezett „Horvát nyelv szótárát”. A szótár Joakim Stulli szótárának, az Akadémia szótárának és néhány más forrásnak a kiegészítésével valójában egy 1852-ből származó bővített Karadžić-szótár. Több mint 56 000 szócikk található benne, de nem teljesen hétköznapi szavakat tartalmaz. A kritikák szerint, bár a szótárban az alapvető nyelvtani és prozódiai adatok helyesen és egységesen, az akkori általános nyelvi és szellemi mozgalmaknak megfelelően kerülnek bemutatásra, nem váltotta be a hozzá fűzött reményeket, mert nem adott igaz és teljes képet a horvát szókincsről. Filológiai témákról alkalmanként  több folyóiratban is (Vijenac, Katolički list, Rad, Književnik, Nastavni vjesnik) publikált.

## Fő művei
- Životi svetaca i svetica božjih (1873. – 1888., 1892. – 1908.)
- Biblijska povijest starozavjetne objave Božje za srednja učilišta (1879., 1895., 1900., 1907., 1913., 1918., 1921.)
- Biblijska povijest novozavjetne objave Božje za srednja učilišta (1879., 1898., 1911.)
- Rječnik hrvatskoga jezika. Svezak I. A – O. (1901.)
- Rječnik hrvatskoga jezika. Svezak II. P – Ž. (1901.)

## Fordítás
Ez a szócikk részben vagy egészben  a   Franjo Iveković című angol Wikipédia-szócikk ezen változatának fordításán alapul.  Az eredeti cikk szerkesztőit annak laptörténete sorolja fel. Ez a jelzés csupán a megfogalmazás eredetét és a szerzői jogokat jelzi, nem szolgál a cikkben szereplő információk forrásmegjelöléseként.